# Wolfgang Küttler

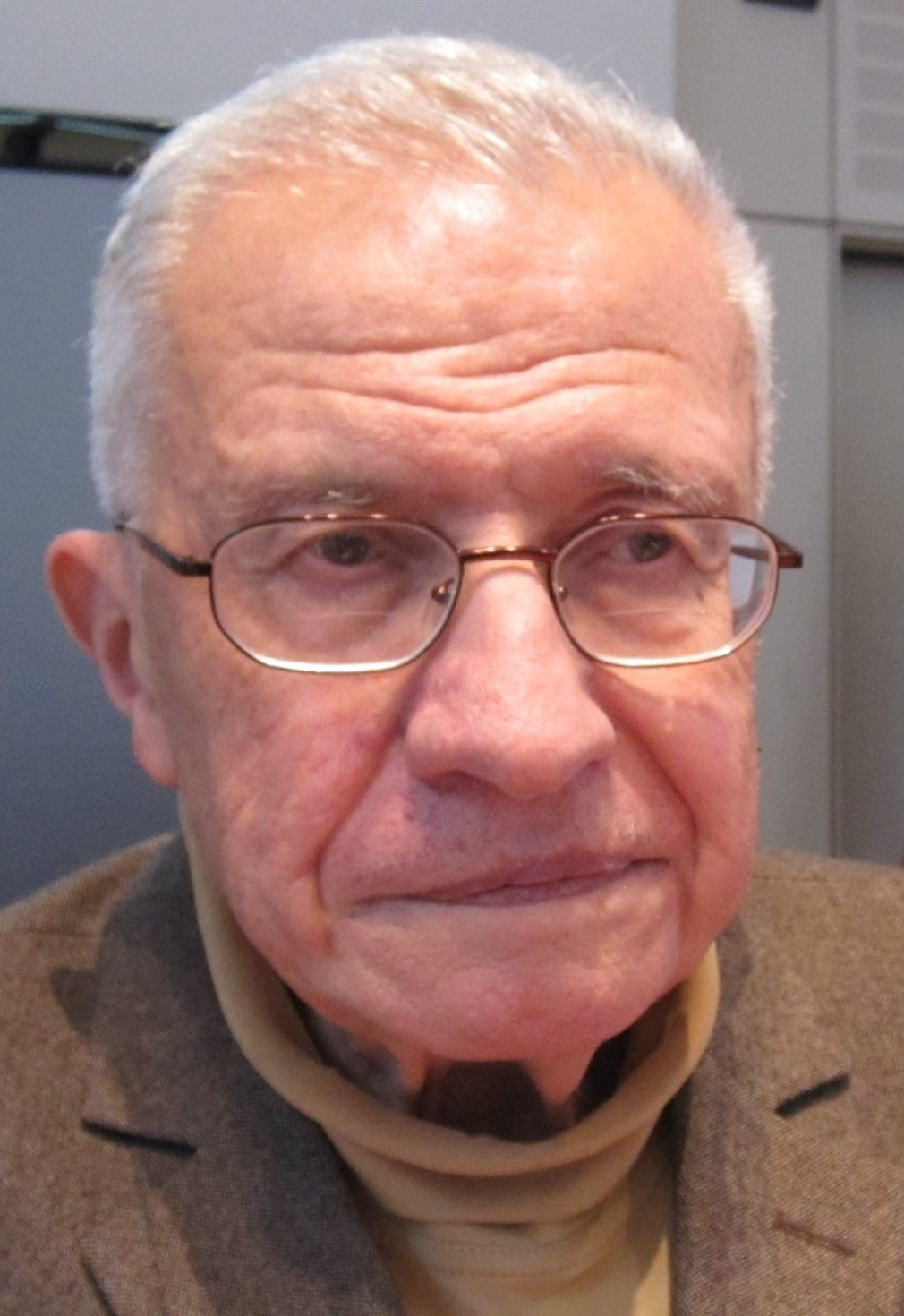
Wolfgang Küttler (2019)

Wolfgang Küttler (* 8. April 1936 in Altenburg; † 26. Mai 2024) war ein deutscher Historiker.

## Leben
Wolfgang Küttler wurde als Sohn der Lehrerin Ilse Küttler, geb. Burger und des Oberstudiendirektors Otto Küttler geboren. Er besuchte in Gotha von 1942 bis 1950 die Grundschule und danach die Arnoldi-Oberschule, an der er 1954 das Abitur ablegte.
Von 1954 bis 1958 studierte er an der Friedrich-Schiller-Universität (FSU) in Jena die Fächer Geschichte (u. a. bei Erich Donnert, Irmgard Höß, Friedrich Schneider und Max Steinmetz) und Philologie (Latein). Seine Diplomarbeit Die Papstpolitik in Ungarn und Böhmen im 10. und 11. Jh. schrieb er bei Irmgard Höß und Erich Donnert. Von 1958 bis 1964 arbeitete Küttler als Wissenschaftlicher Assistent und Oberassistent am Institut für Geschichte der FSU. Von 1964 bis 1967 lehrte und forschte er als Assistent und Oberassistent an der Karl-Marx-Universität (KMU) in Leipzig am Institut für Geschichte der europäischen Volksdemokratien. 1966 wurde er an der KMU mit einer Dissertation zum Thema Patriziat, Bürgeropposition und Volksbewegung in Riga in der zweiten Hälfte des 16. Jh. zum Dr. phil. promoviert. Gutachter waren Erich Donnert und Max Steinmetz. Im selben Jahr wurde er Mitglied der SED.
Küttler wirkte von 1967 bis 1991 am Institut für Geschichte der Deutschen Akademie der Wissenschaften zu Berlin (DAW). Mit der Akademiereform 1972 wurde sie zur Akademie der Wissenschaften der DDR (AdW) und das Institut wurde zum Zentralinstitut für Geschichte an der AdW. Zunächst war Küttler Mitarbeiter in einer von Erich Donnert geleiteten „Abteilung für die Geschichte Russlands“, ab 1969 war er Mitarbeiter, ab 1974 als Nachfolger von Ernst Engelberg der Leiter der Forschungsstelle, später des Bereiches „Theorie und Methodologie der Geschichtswissenschaft“ am Zentralinstitut für Geschichte der AdW. 1976 erfolgte Küttlers Habilitation (Promotion B) zum Dr. sc. phil. mit der Arbeit Lenins Formationsanalyse der bürgerlichen Gesellschaft in Russland vor 1905 bei Ernst Engelberg und Heinz Heitzer. 1978 wurde Wolfgang Küttler zum Professor für Geschichte an der AdW ernannt. 
Sein Referat „Der Klassenkampf im Marxismus-Leninismus und in der idealtypischen Methode Max Webers“ auf dem Historikerkongreß von 1985 in Stuttgart, zusammen mit Gerhard Lozek, zeigte den hohen Standard der wissenschaftstheoretischen Diskussion innerhalb der Geschichtswissenschaft der DDR.
1990 wurde er von der Gelehrtengesellschaft der AdW zum Korrespondierenden Mitglied gewählt. In den Jahren 1980 bis 1990 hielt er als Gastprofessor an der Humboldt-Universität zu Berlin (HUB) Vorlesungen zum Thema Theorie und Methodologie der Geschichtswissenschaft. Von 1974 bis 1991 war Küttler Leiter der Forschungsstelle, später des Bereichs „Theorie und Methodologie der Geschichtswissenschaft“ am Zentralinstitut für Geschichte an der AdW.
Von 1990 bis zur Abwicklung am 31. Dezember 1991 war Küttler der letzte Direktor des Instituts für Deutsche Geschichte an der AdW. Von 1992 bis 2001 forschte er als Mitarbeiter am Forschungsschwerpunkt Wissenschaftsgeschichte und Wissenschaftstheorie der Max-Planck-Gesellschaft (MPG) und danach bis 2001 am Max-Planck-Institut für Wissenschaftsgeschichte in Berlin in der von Lorraine Daston geleiteten Abteilung.
Küttlers Forschungs- und Lehrtätigkeit umfasste die osteuropäische Geschichte vor allem in der frühen Neuzeit (bis Mitte der 1970er Jahre), vergleichende Revolutionsgeschichte der Neuzeit (bis 1989), Methodologie und Geschichte der Geschichtswissenschaft und Theoriegeschichte des Marxismus. Er gehörte zu den Mitherausgebern des Historisch-kritischen Wörterbuchs des Marxismus.

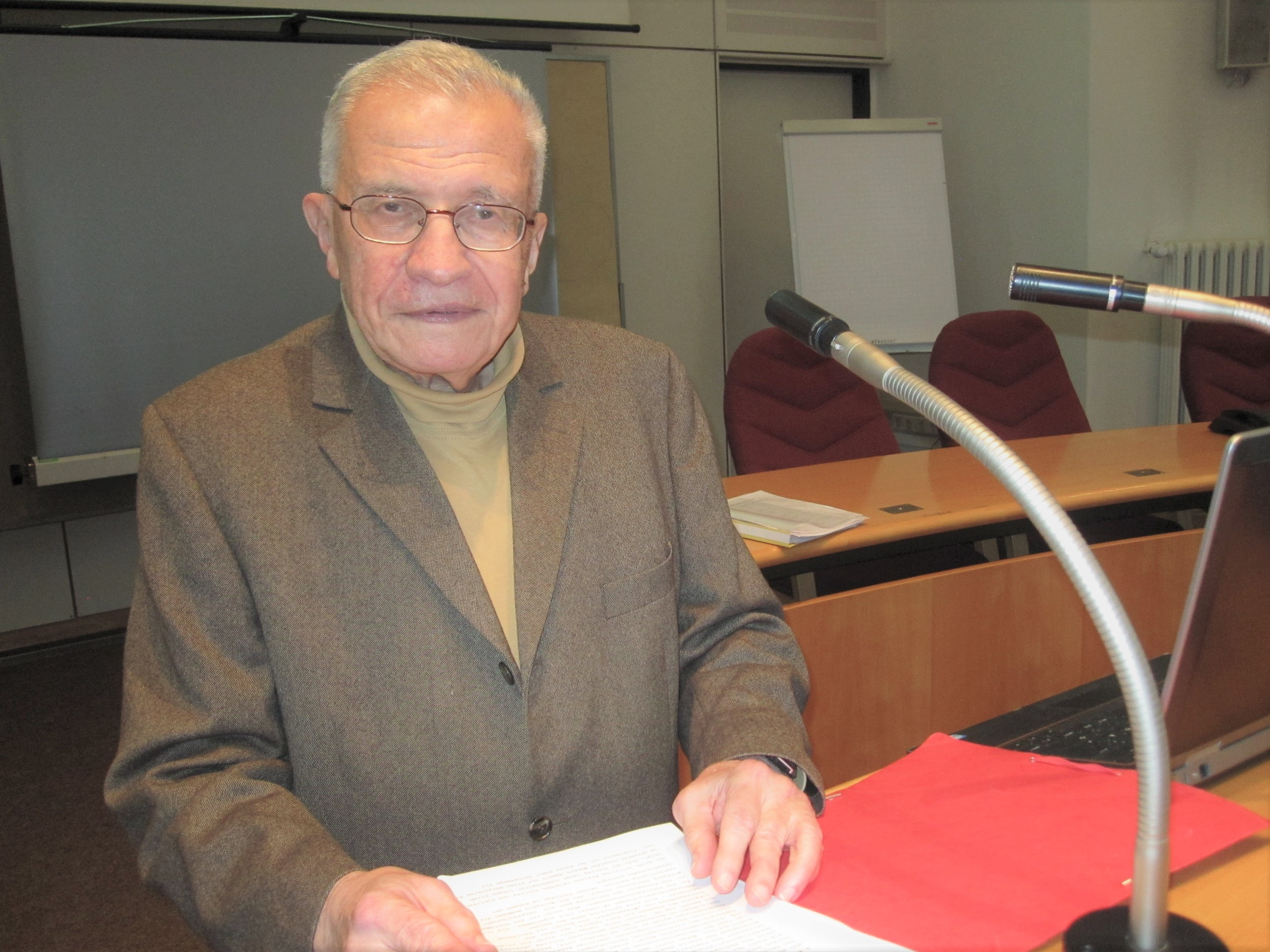
Wolfgang Küttler, 2019

Küttler war Mitglied des Rates für Geschichtswissenschaft der DDR und des Rates für Philosophie der DDR. Er wurde 1989 Mitglied der Academia Europaea und 1990 Korrespondierendes Mitglied der Gelehrtengesellschaft der Akademie der Wissenschaften der DDR. Im Jahr 1993 gehörte er zu den Gründungsmitgliedern der Leibniz-Sozietät der Wissenschaften zu Berlin und wurde Mitglied in deren wissenschaftlichem Beirat, den er bis 2023 leitete. 2012 wurde ihm die Daniel-Ernst-Jablonski-Medaille der Leibniz-Sozietät verliehen.
Seit 2001 befand sich Küttler im Ruhestand. Er lebte mit seiner Ehefrau in Berlin.

## Publikationen und Editionen (Auswahl)
- Patriziat, Bürgeropposition und Volksbewegung in Riga in der zweiten Hälfte des 16. Jh. Karl-Marx-Universität Leipzig, Phil. Fakultät, Dissertation, Leipzig 1966.
- Lenins Formationsanalyse der bürgerlichen Gesellschaft in Russland vor 1905. Ein Beitrag zur Theorie und Methode historischer Untersuchungen von Gesellschaftsformationen. Akademie Verlag, Berlin 1978; Topos-Verlag, Vaduz/Liechtenstein 1978, ISBN 978-3-289-00162-3.
- Heinz Heitzer; Wolfgang Küttler: Eine Revolution im Geschichtsdenken. Marx, Engels, Lenin und die Geschichtswissenschaft. Dietz Verlag, Berlin 1983.
- Max Weber und die Geschichtswissenschaft. Möglichkeit und Grenzen spätbürgerlicher Geschichtsperspektiven. (= Sitzungsbericht der Akademie der Wissenschaften der DDR. Gesellschaftswissenschaften 1988, Nr. 13). Akademie-Verlag, Berlin 1989, ISBN 978-3-05-000683-3.
- Wolfgang Eichhorn; Wolfgang Küttler: „... dass Vernunft in der Geschichte sei“ – Formationsgeschichte und revolutionärer Aufbruch der Menschheit. Dietz Verlag, Berlin 1989, ISBN 978-3-320-01364-6.
- Herbert Hörz (Hrsg.); Wolfgang Küttler; Karl-Heinz Nowack: Historiographiegeschichte als Methodologiegeschichte – Ehrenkolloquium aus Anlass des 80. Geburtstages von Akademiemitglied Ernst Engelberg. Akademie-Verlag, Berlin 1991, ISBN 978-3-05-001832-4.
- Der gesellschaftliche  Formationsprozess als Dialektik von Gemeineigentum und Privateigentum. In: Formationstheorie und Geschichte. In: Geschichtsdiskurs. Band 1: Grundlagen und  Methoden der Historiographie. Hrsg.: Wolfgang Küttler, Jörn Rüsen, Ernst Schulin. Fischer Taschenbuchverlag, Frankfurt (Main) 1992, ISBN 978-3-596-11475-7.
- Marxistische Geschichtswissenschaft heute. In: Ilko-Sascha Kowalczuk (Hrsg.): Paradigmen deutscher Geschichtswissenschaft. Ringvorlesung an der Humboldt-Universität zu Berlin, Berlin 1994, S. 211–235.
- Geschichtstheorie und -methodologie in der DDR. In: Zeitschrift für Geschichtswissenschaft (ZfG) 42/1994, H. 1.
- Formationstheorie und Moderne. (= Sitzungsberichte der Leibniz-Sozietät, Bd. 8, Jahrgang 1996).
- mit Wolfgang Eichhorn: Geschichte in möglichen Perspektiven denken. Formationsentwicklung im 19. und 20. Jahrhundert. (= Sitzungsberichte der Leibniz-Sozietät, Band 34, Jahrgang 1999). trafo Verlag, Berlin 1999, ISBN 3-89626-214-9.
- Der Formationsgedanke im Spätwerk von Karl Marx und die Perspektiven gesellschaftlichen Wandels. (= Sitzungsberichte der Leibniz-Sozietät, Band 37, Jahrgang 2000).
- mit Wolfgang Eichhorn: Was ist Geschichte? – Aktuelle Tendenzen in Geschichtsphilosophie und Geschichtswissenschaft. (= Abhandlungen der Leibniz-Sozietät, Bd. 19, Jahrgang 2008), ISBN 3-89626-626-8.
- Geschichtsphilosophie und Geschichtswissenschaft. (= Abhandlungen der Leibniz-Sozietät der Wissenschaften zu Berlin, Bd. 19, Jahrgang 2008).
- Geschichte und Transdisziplinarität. Zur gesellschaftlichen Verantwortung der historischen Wissenschaften. In: Lifis online (24. April 2010), www.leibniz-institut.de, ISSN 1864-6972.
- Formation, Revolution und Transformation. Wie ist vernünftige Geschichtsgestaltung möglich? In: „… dass Vernunft in der Geschichte sei.“ Ehrenkolloquium zum 85. Geburtstag von Wolfgang Eichhorn (MLS). (= Sitzungsberichte der Leibniz-Sozietät, Bd. 128), Berlin 2016, ISBN 978-3-86464-134-3.

als Herausgeber (Auswahl)
- als Hrsg. mit Ernst Engelberg: Formationstheorie und Geschichte. Studien zur historischen Analyse von Gesellschaftsformationen im Werk von Marx, Engels und Lenin. Berlin 1978.
- als Hrsg.: Das geschichtswissenschaftliche Erbe von Karl Marx. Akademie-Verlag, Berlin 1983; Topos-Verlag, Vaduz/Liechtenstein 1983, ISBN 978-3-289-00277-4.
- als Hrsg.: Gesellschaftstheorie und Geschichtswissenschaftliche Erklärung. Akademie-Verlag, Berlin 1985; Topos-Verlag, Vaduz/Liechtenstein 1985, ISBN 978-3-289-00320-7.
- als Hrsg.: Marxistische Typisierung und idealtypische Methode in der Geschichtswissenschaft. Zentralinstitut für Geschichte der AdW, Berlin 1986.
- als Hrsg. mit Jörn Rüsen; Ernst Schulin: Geschichtsdiskurs. 5 Bde. Fischer Taschenbuchverlag, Frankfurt (Main) 1993–1999, ISBN 978-3-596-11475-7; ISBN 978-3-596-11476-4; ISBN 978-3-596-11477-1; ISBN 978-3-596-11478-8; ISBN 978-3-596-14075-6.
- als Hrsg. mit Wolfgang Fritz Haug; Frigga Haug und Peter Jehle: Historisch-Kritisches Wörterbuch des Marxismus. Argument Verlag, Hamburg 1994 ff.
- als Hrsg. mit Helmut Meier: Gibt es erledigte Fragen an die Geschichte? Beiträge eines wissenschaftlichen Kolloquiums aus Anlass des 65. Geburtstages von Walter Schmidt am 1. Juli 1995 in Berlin. trafo Wissenschaftsverlag, Berlin 1996, S. 144–168.
- als Hrsg.: 300 Jahre Akademie. (= Sitzungsberichte der Leibniz-Sozietät der Wissenschaften zu Berlin, Band 34, Jahrgang 1999). trafo-Verlag Dr. Wolfgang Weist, Berlin 2000, ISBN 978-3-89626-214-1.